# Rock industrialny
Rock industrialny – styl muzyki rockowej, powstały pod koniec lat 70. XX wieku poprzez połączenie eksperymentów i brzmień industrialu z charakterystycznym dla rockowych stylów, takich jak punk czy metal, ciężkim brzmieniem gitar.
Termin "rock industrialny" pojawił się już na początku lat 80. i początkowo używany był przez zwolenników klasycznego industrialu na określenie muzyki grup takich jak Swans, Front 242 czy Die Krupps, charakteryzującej się głośnymi, mechanicznymi partiami perkusji i bardziej tradycyjną strukturą i melodyką utworów. W rzeczywistości muzyka ta bliższa była kształtującej się w tym czasie scenie elektroniczej muzyki tanecznej; termin dość szybko został uznany za nieadekwatny i wyszedł z użycia, zastąpiony przez "EBM".
Właściwy nurt rocka industrialnego zaczyna się krystalizować w drugiej połowie lat 80., kiedy grupy takie jak Ministry i KMFDM, opierając swoją muzykę na partiach gitar elektrycznych, łączą muzykę industrial z metalem, tworząc nurt metalu industrialnego. Trent Reznor, nagrywający jako Nine Inch Nails, dodał do tak powstałej muzyki elementy glam rocka i muzyki new wave.
W swych początkach rock industrialny był częścią integralną ówczesnej kultury industrial i podział pomiędzy nim a innymi podgatunkami tej muzyki był płynny; wiele grup kojarzonych z innymi gatunkami industrialu (np. Skinny Puppy, Front Line Assembly) nagrywało albumy w tej estetyce. Jednakże w latach 90. muzyka grana przez zespoły zaliczane do tego gatunku zbliżyła się bardziej do metalu i rocka alternatywnego; stało się to po tym, jak sukces medialny niektórych artystów rocka industrialnego (Nine Inch Nails, Marilyn Manson, KMFDM, Ministry, Orgy) wywołał zainteresowanie nim wśród słuchaczy i twórców tych stylów.